# Valle de los Pinos
Valle de los Pinos är en ort i Mexiko.   Den ligger i kommunen Corregidora och delstaten Querétaro Arteaga, i den centrala delen av landet, 180 km nordväst om huvudstaden Mexico City. Valle de los Pinos ligger 1 923 meter över havet och antalet invånare är 639.
Terrängen runt Valle de los Pinos är platt åt nordväst, men åt sydost är den kuperad. Runt Valle de los Pinos är det tätbefolkat, med 511 invånare per kvadratkilometer. Närmaste större samhälle är Santiago de Querétaro, 10,9 km nordost om Valle de los Pinos. Trakten runt Valle de los Pinos består till största delen av jordbruksmark.